# Bracon olesterus
Bracon olesterus är en stekelart som först beskrevs av De Saeger 1943.  Bracon olesterus ingår i släktet Bracon och familjen bracksteklar. Inga underarter finns listade.